# Březí (okres Strakonice)
Březí (německy Birkendorf) je obec v okrese Strakonice v Jihočeském kraji. Leží asi deset kilometrů severozápadně od Blatné. Žije zde 64 obyvatel.

## Historie
První písemná zmínka o vesnici pochází z roku 1473.

## Obyvatelstvo
| Rok            | 1869 | 1880 | 1890 | 1900 | 1910 | 1921 | 1930 | 1950 | 1961 | 1970 | 1980 | 1991 | 2001 | 2011 | 2021 |
| -------------- | ---- | ---- | ---- | ---- | ---- | ---- | ---- | ---- | ---- | ---- | ---- | ---- | ---- | ---- | ---- |
| Počet obyvatel | 382  | 374  | 377  | 358  | 347  | 338  | 322  | 256  | 208  | 171  | 123  | 102  | 81   | 80   | 59   |
| Počet domů     | 60   | 62   | 61   | 61   | 61   | 62   | 62   | 61   | 56   | 51   | 46   | 52   | 59   | 59   | 59   |

## Obecní správa
Mezi lety 1850–1973 bylo Březí obcí v okrese Blatná (1850–1950) a později v okrese Strakonice. Od 1. ledna 1974 do 31. prosince 1992 patřilo jako část obce k Předmíři a od 1. ledna 1993 je opět samostatnou obcí.
Obec Březí tvoří jediné katastrální území Březí u Blatné. V letech 1850–1879 k obci patřily Pozdyně, Starý Smolivec a Tisov.

### Obecní symboly
Znak a vlajka byly obci uděleny rozhodnutím předsedy Poslanecké sněmovny Parlamentu České republiky dne 13. února 1996.

## Doprava

### Dopravní síť
Do obce vedou silnice III. třídy. Železniční trať ani stanice či zastávka na území obce nejsou.

### Autobusová doprava 2024
Autobusovou dopravu v obci Březí zajišťuje společnost ČSAD AUTOBUSY České Budějovice. V obci se nachází zastávka Březí. Obec je výchozí nebo konečnou pro linku 380763, která spojuje obec s Hvožďanami, Hornosínem, Bezdědovicemi a Blatnou.

## Pamětihodnosti
V obci se nachází kaplička s pomníkem padlých. V jihovýchodní části území obce se nachází přírodní rezervace Újezdec